# Walter Gotsmann

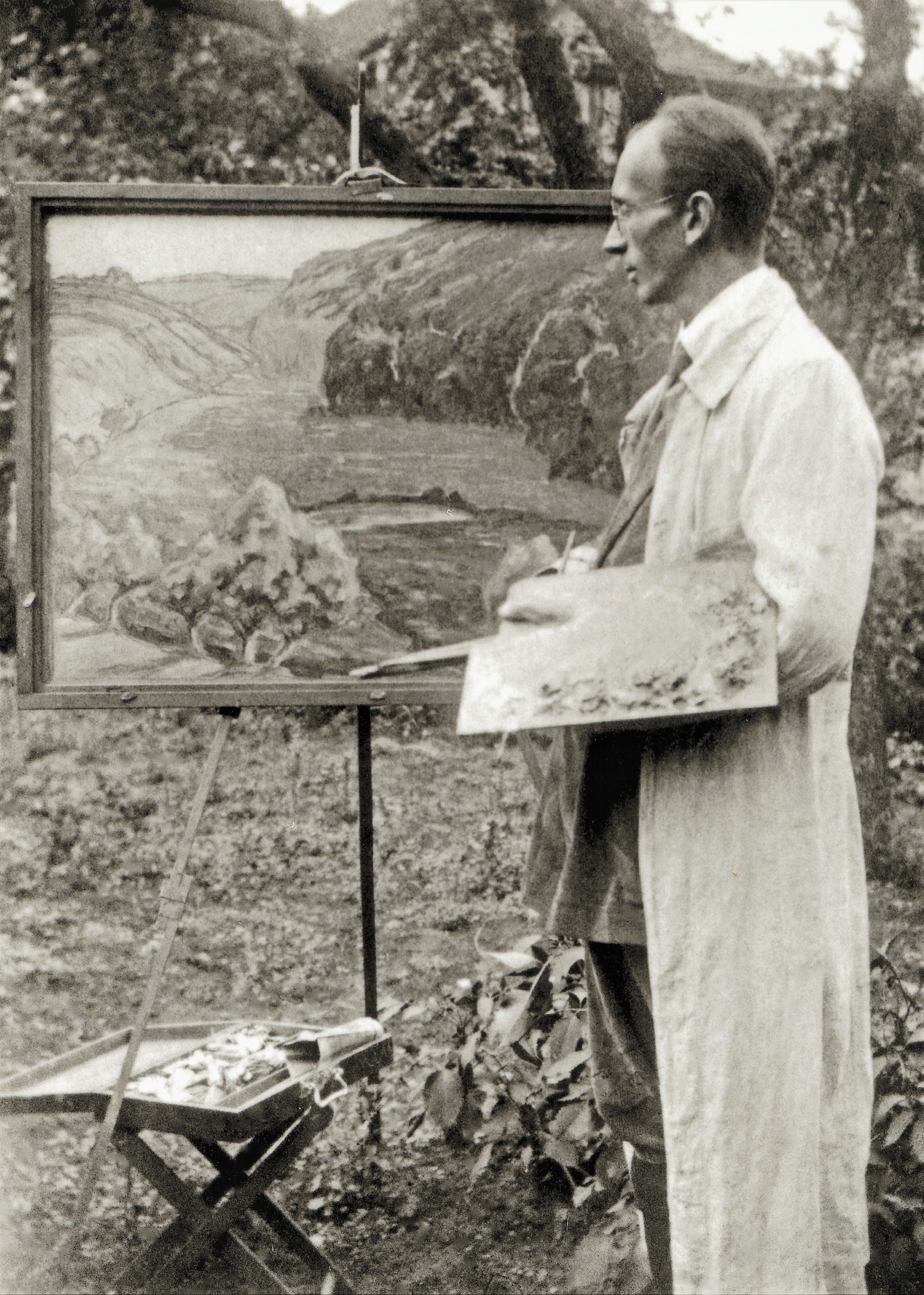
Walter Gotsmann

Walter Gotsmann (* 8. Januar 1891 in Granzow; † 18. Juli 1961 in Neustrelitz) war ein deutscher Zeichenlehrer, Maler und Naturschützer.

## Leben
Als Sohn des Lehrers Wilhelm Gotsmann in Granzow geboren, besuchte Walter Gotsmann Ostern 1905 bis Ostern 1910 das Lehrerseminar Mirow, wo er eine Ausbildung zum Volksschullehrer erhielt. 1910 wurde er Neulehrer in Neucanow, später Lehrer an der Realschule und am Gymnasium Carolinum in Neustrelitz, ab 1922 war er dort Zeichenlehrer. 1931 legte Gotsmann die Staatsprüfung als Zeichenlehrer für Höhere Schulen ab und wurde während des Zweiten Weltkriegs zum Dozenten für Kunstgeschichte an der Neustrelitzer Volkshochschule berufen.
Zum ehrenamtlichen Kreisbeauftragten für Naturschutz wurde Walter Gotsmann 1947 berufen.
In Würdigung der Verdienste von Walter Gotsmann hat die Stadt Neubrandenburg eine Straße Walter-Gotsmann-Weg genannt. Die Stadt Mirow, Ortsteil Granzow, hat eine Straße Walter-Gotsmann-Straße genannt. Auf den Hellbergen bei Wendfeld gibt es einen Walter-Gotsmann-Stein. In Serrahn gibt es einen Walter-Gotsmann-Naturlehrpfad. Die Kinder von Walter Gotsmann haben seinen gesamten bildnerischen und schriftlichen Nachlass der Stadt Neustrelitz übereignet, der bisher im Karbe-Wagner-Archiv (KWA) und im Museum und seit 2016 im Kulturquartier verwahrt und betreut wird.

## Werke
Bildbände
- Malerisches Strelitzer Land. Hinstorff, o. O. 1996, ISBN 3-356-00673-8